# Danska mednarodna brigada
Danska mednarodna brigada (dansko Den Danske Internationale Brigade; kratica DIB) je bila pehotna brigada Kraljeve danske kopenske vojske.

## Sestava
- Štab
- štabna četa
- III. oklepni bataljon (Jydske Dragonregiment)
- IV. oklepno-pehotni bataljon (Prinsens Livregiment)
- II. oklepno-pehotni bataljon (Gardehusarregimentet]])
- 5. izvidniška četa 5. izvidniškega bataljona (Jydske Dragonregiment)
- Zračnoobrambna četa 14. zračnoobrambnega bataljona (Kongens Artilleriregiment)
- 5. artilerijski bataljon (Kongens Artilleriregiment)
- 5. oklepna inženirska četa (Ingeniørregimentet)
- 9. logistični bataljon (Danski mednarodni logistični center)
- 4. Træn bataljon (Trænregimentet)
- 5. odred vojaške policije
- helikopterski odred

## Poveljniki
- brigadni general Jens Erik Frandsen (? – februar 2003)
- brigadni general Agner Rokos (februar 2003 – 15. februar 2005)